# Choi Chung-min
Choi Chung-min (최정민?, 崔貞敏?; Taedong, 30 agosto 1930 – Corea del Sud, 8 dicembre 1983) è stato un allenatore di calcio e calciatore sudcoreano, di ruolo attaccante.

## Carriera
Fu la stella della Nazionale sudcoreana ai Mondiali del 1954 ed uno dei migliori attaccanti asiatici della sua epoca Vinse con la Nazionale sudcoreana la prima edizione della Coppa d'Asia nel 1956 e la seconda nel 1960.

## Statistiche

### Cronologia presenze e reti in nazionale
| Cronologia completa delle presenze e delle reti in nazionale ― Corea del Sud | Cronologia completa delle presenze e delle reti in nazionale ― Corea del Sud | Cronologia completa delle presenze e delle reti in nazionale ― Corea del Sud | Cronologia completa delle presenze e delle reti in nazionale ― Corea del Sud | Cronologia completa delle presenze e delle reti in nazionale ― Corea del Sud | Cronologia completa delle presenze e delle reti in nazionale ― Corea del Sud | Cronologia completa delle presenze e delle reti in nazionale ― Corea del Sud | Cronologia completa delle presenze e delle reti in nazionale ― Corea del Sud |
| Data                                                                         | Città                                                                        | In casa                                                                      | Risultato                                                                    | Ospiti                                                                       | Competizione                                                                 | Reti                                                                         | Note                                                                         |
| ---------------------------------------------------------------------------- | ---------------------------------------------------------------------------- | ---------------------------------------------------------------------------- | ---------------------------------------------------------------------------- | ---------------------------------------------------------------------------- | ---------------------------------------------------------------------------- | ---------------------------------------------------------------------------- | ---------------------------------------------------------------------------- |
| 11-4-1953                                                                    | Hong Kong                                                                    | Corea del Sud                                                                | 3 – 2                                                                        | Singapore                                                                    | Amichevole                                                                   | 1                                                                            |                                                                              |
| 18-4-1953                                                                    | Singapore                                                                    | Singapore                                                                    | 3 – 1                                                                        | Corea del Sud                                                                | Amichevole                                                                   | -                                                                            |                                                                              |
| 19-4-1953                                                                    | Singapore                                                                    | Singapore                                                                    | 1 – 3                                                                        | Corea del Sud                                                                | Amichevole                                                                   | 1                                                                            |                                                                              |
| 24-4-1953                                                                    | Singapore                                                                    | Singapore                                                                    | 0 – 0                                                                        | Corea del Sud                                                                | Amichevole                                                                   | -                                                                            |                                                                              |
| 30-4-1953                                                                    | Singapore                                                                    | Indonesia                                                                    | 1 – 3                                                                        | Corea del Sud                                                                | Amichevole                                                                   | 1                                                                            |                                                                              |
| 7-3-1954                                                                     | Tokyo                                                                        | Giappone                                                                     | 1 – 5                                                                        | Corea del Sud                                                                | Qual. Mondiali 1954                                                          | 2                                                                            |                                                                              |
| 14-3-1954                                                                    | Tokyo                                                                        | Corea del Sud                                                                | 2 – 2                                                                        | Giappone                                                                     | Qual. Mondiali 1954                                                          | -                                                                            |                                                                              |
| 2-5-1954                                                                     | Manila                                                                       | Hong Kong                                                                    | 3 – 3                                                                        | Corea del Sud                                                                | Giochi asiatici 1954                                                         | -                                                                            |                                                                              |
| 4-5-1954                                                                     | Manila                                                                       | Corea del Sud                                                                | 8 – 2                                                                        | Afghanistan                                                                  | Giochi asiatici 1954                                                         | 1                                                                            |                                                                              |
| 7-5-1954                                                                     | Manila                                                                       | Birmania                                                                     | 2 – 2                                                                        | Corea del Sud                                                                | Giochi asiatici 1954                                                         | 1                                                                            |                                                                              |
| 8-5-1954                                                                     | Manila                                                                       | Taiwan                                                                       | 5 – 2                                                                        | Corea del Sud                                                                | Giochi asiatici 1954                                                         | 1                                                                            |                                                                              |
| 17-6-1954                                                                    | Zurigo                                                                       | Ungheria                                                                     | 9 – 0                                                                        | Corea del Sud                                                                | Mondiali 1954 - 1º turno                                                     | -                                                                            |                                                                              |
| 25-2-1956                                                                    | Manila                                                                       | Filippine                                                                    | 0 – 2                                                                        | Corea del Sud                                                                | Qual. Coppa d'Asia 1956                                                      | 1                                                                            |                                                                              |
| 21-4-1956                                                                    | Seul                                                                         | Corea del Sud                                                                | 3 – 0                                                                        | Filippine                                                                    | Qual. Coppa d'Asia 1956                                                      | -                                                                            |                                                                              |
| 26-8-1956                                                                    | Seul                                                                         | Corea del Sud                                                                | 2 – 0                                                                        | Taiwan                                                                       | Qual. Coppa d'Asia 1956                                                      | 1                                                                            |                                                                              |
| 2-9-1956                                                                     | Taipei                                                                       | Taiwan                                                                       | 1 – 2                                                                        | Corea del Sud                                                                | Qual. Coppa d'Asia 1956                                                      | -                                                                            |                                                                              |
| 8-9-1956                                                                     | Hong Kong                                                                    | Israele                                                                      | 1 – 2                                                                        | Corea del Sud                                                                | Coppa d'Asia 1956                                                            | -                                                                            |                                                                              |
| 15-9-1956                                                                    | Hong Kong                                                                    | Corea del Sud                                                                | 5 – 3                                                                        | Vietnam del Sud                                                              | Coppa d'Asia 1956                                                            | 2                                                                            |                                                                              |
| 18-2-1958                                                                    | Hong Kong                                                                    | Hong Kong                                                                    | 3 – 2                                                                        | Corea del Sud                                                                | Amichevole                                                                   | 1                                                                            |                                                                              |
| 26-5-1958                                                                    | Tokyo                                                                        | Corea del Sud                                                                | 2 – 1                                                                        | Singapore                                                                    | Giochi asiatici 1958                                                         | -                                                                            |                                                                              |
| 28-5-1958                                                                    | Tokyo                                                                        | Corea del Sud                                                                | 5 – 0                                                                        | Iran                                                                         | Giochi asiatici 1958                                                         | 1                                                                            |                                                                              |
| 30-5-1958                                                                    | Tokyo                                                                        | Corea del Sud                                                                | 3 – 1                                                                        | Vietnam del Sud                                                              | Giochi asiatici 1958                                                         | -                                                                            |                                                                              |
| 31-5-1958                                                                    | Tokyo                                                                        | Corea del Sud                                                                | 3 – 1                                                                        | India                                                                        | Giochi asiatici 1958                                                         | 1                                                                            |                                                                              |
| 1-6-1958                                                                     | Tokyo                                                                        | Taiwan                                                                       | 3 – 2                                                                        | Corea del Sud                                                                | Giochi asiatici 1958                                                         | -                                                                            |                                                                              |
| 1-9-1959                                                                     | Kuala Lumpur                                                                 | Vietnam del Sud                                                              | 3 – 2                                                                        | Corea del Sud                                                                | Pestabola Merdeka 1959                                                       | -                                                                            |                                                                              |
| 2-9-1959                                                                     | Kuala Lumpur                                                                 | Corea del Sud                                                                | 4 – 1                                                                        | Singapore                                                                    | Pestabola Merdeka 1959                                                       | 1                                                                            | 30’                                                                          |
| 5-9-1959                                                                     | Kuala Lumpur                                                                 | Giappone                                                                     | 0 – 0                                                                        | Corea del Sud                                                                | Pestabola Merdeka 1959                                                       | -                                                                            |                                                                              |
| 6-9-1959                                                                     | Kuala Lumpur                                                                 | Corea del Sud                                                                | 3 – 1                                                                        | Giappone                                                                     | Pestabola Merdeka 1959                                                       | 1                                                                            |                                                                              |
| 6-8-1960                                                                     | Kuala Lumpur                                                                 | Corea del Sud                                                                | 2 – 0                                                                        | Indonesia                                                                    | Pestabola Merdeka 1960                                                       | -                                                                            |                                                                              |
| 8-8-1960                                                                     | Kuala Lumpur                                                                 | Corea del Sud                                                                | 3 – 1                                                                        | Hong Kong                                                                    | Pestabola Merdeka 1960                                                       | -                                                                            | 45’                                                                          |
| 10-8-1960                                                                    | Kuala Lumpur                                                                 | Vietnam del Sud                                                              | 0 – 0                                                                        | Corea del Sud                                                                | Pestabola Merdeka 1960                                                       | -                                                                            | 45’                                                                          |
| 11-8-1960                                                                    | Kuala Lumpur                                                                 | Corea del Sud                                                                | 3 – 3                                                                        | Singapore                                                                    | Pestabola Merdeka 1960                                                       | -                                                                            | 45’                                                                          |
| 14-8-1960                                                                    | Kuala Lumpur                                                                 | Malaysia                                                                     | 0 – 0                                                                        | Corea del Sud                                                                | Pestabola Merdeka 1960                                                       | -                                                                            |                                                                              |
| 14-10-1960                                                                   | Seul                                                                         | Corea del Sud                                                                | 5 – 1                                                                        | Vietnam del Sud                                                              | Coppa d'Asia 1960                                                            | 1                                                                            |                                                                              |
| 17-10-1960                                                                   | Seul                                                                         | Corea del Sud                                                                | 3 – 0                                                                        | Israele                                                                      | Coppa d'Asia 1960                                                            | -                                                                            |                                                                              |
| 21-10-1960                                                                   | Seul                                                                         | Corea del Sud                                                                | 1 – 0                                                                        | Taiwan                                                                       | Coppa d'Asia 1960                                                            | -                                                                            |                                                                              |
| 6-11-1960                                                                    | Seul                                                                         | Corea del Sud                                                                | 2 – 1                                                                        | Giappone                                                                     | Qual. Mondiali 1962                                                          | 2                                                                            |                                                                              |
| 11-6-1961                                                                    | Tokyo                                                                        | Giappone                                                                     | 0 – 2                                                                        | Corea del Sud                                                                | Qual. Mondiali 1962                                                          | -                                                                            |                                                                              |
| 8-10-1961                                                                    | Belgrado                                                                     | Jugoslavia                                                                   | 5 – 1                                                                        | Corea del Sud                                                                | Qual. Mondiali 1962                                                          | -                                                                            |                                                                              |
| 28-10-1961                                                                   | Yangon                                                                       | Birmania                                                                     | 1 – 3                                                                        | Corea del Sud                                                                | Amichevole                                                                   | -                                                                            | 45’                                                                          |
| 4-11-1961                                                                    | Bangkok                                                                      | Thailandia                                                                   | 1 – 4                                                                        | Corea del Sud                                                                | Amichevole                                                                   | -                                                                            |                                                                              |
| Totale                                                                       |                                                                              | Presenze                                                                     | 41                                                                           |                                                                              | Reti                                                                         | 20                                                                           |                                                                              |